# Адріан Дьєгес
Адріан Дьєгес (ісп. Adrián Diéguez, нар. 4 лютого 1996, Мадрид) — іспанський футболіст, захисник клубу «Ягелонія».
Виступав, зокрема, за клуби «Алькоркон» та «Фуенлабрада».

## Ігрова кар'єра
Адріан Дьєгес народився 4 лютого 1996 року в місті Мадрид. Вихованець юнацьких команд футбольних клубів «Карабанчель» та «Хетафе».
У дорослому футболі Адріан дебютував в 2015 році виступами за команду клубу «Алькоркон Б», в якій провів два сезони, взявши участь у 37 матчах нижчих ліг. 
Своєю грою за цю команду привернув увагу представників тренерського штабу клубу «Алькоркон», до складу якого приєднався в 2016 році. Відіграв за клуб з Алькоркону вже наступний свій сезон.
На початку 2017 року його віддали в оренду до команди «Фуенлабрада», у складі якого провів цілий сезон. 
Перспективного й фактурного захисника помітили скаути Ла-Ліги, тож не дивувалися його появі в кузні талантів — «Алавес», наприкінці 2017 року. Станом на 26 грудня 2018 року Адріан Дьєгас відіграв за баскський клуб 6 матчів в національному чемпіонаті, здебільшого виходячи на заміни.